# クベマ・ジョセフ・スティーブ
クベマ・ジョセフ・スティーブ（Kubema Joseph Steve、2001年8月18日 - ）は、コンゴ民主共和国のバスケットボール選手。ポジションはC。B3リーグ・東京八王子ビートレインズ所属。

## 来歴
2つ上の先輩であるバムアンゲイ・ジョナサン（金沢）に続いてコンゴ民主共和国から福岡第一高校にやって来た2人目の留学生となる。在籍時にはウインターカップ2連覇を達成。福岡大学附属大濠との決勝では31得点20リバウンド11ブロックのトリプル・ダブルを達成し、大会ベスト5にも選ばれた。同級生に河村勇輝（横浜BC）、小川麻斗（千葉J）、内尾聡理（千葉J）が、2学年上に井手拓実（東京Z）、松本礼太（茨城）が、1学年上に松崎裕樹（横浜BC）一級下にハーパー・ジャン・ジュニア（群馬）、キエキエ・トピー・アリ（鹿児島）がいる。
専修大学では2023年にインカレでチームの4位入賞に貢献。自身は大会優秀選手（ベスト5）に選ばれるとともに、リバウンド王にも輝いた。同級生に米山ジャバ偉生（富山）が、3級上に重冨周希（福岡）、重冨友希（山口）、西野曜（横浜BC）が、2級上にキング開（横浜BC）、山本翔太（熊本）、寺澤大夢（山形）、齋藤瑠偉（山形）が、1級上に野﨑由之（富山）、喜志永修斗（富山）が、1級下に淺野ケニー（三遠）がいる。
専修大学在学中の2022年にB3のベルテックス静岡のトップチーム練習および試合に帯同した。2024年1月26日にしながわシティに入団し、プロバスケットボール選手となる。
2024年8月27日に東京八王子ビートレインズと契約を結んだ。

## 個人成績
| シーズン   | チーム | GP | GS | MPG  | FG%   | 3P%  | FT%   | RPG | APG | SPG | BPG | TO  | PPG |
| ---------- | ------ | -- | -- | ---- | ----- | ---- | ----- | --- | --- | --- | --- | --- | --- |
| B3 2023-24 | 品川   | 20 | 0  | 10.5 | 43.3% | 0.0% | 45.5% | 4.1 | 0.5 | 0.3 | 0.6 | 0.9 | 3.4 |